# Тверця
Тверця́ (рос. Тверца) — річка в Росії, ліва притока Волги, протікає Тверською областю. Довжина 188 км, площа басейну 6 510 км². Середні витрати води біля села Мєдне 36 м³/с. Кригостояння з листопада—початку січня до кінця березня—квітня. Входить до складу Вишньоволоцької водної системи.
У басейні річки 269 озер і водосховищ загальною площею 13,6 км². Шлюзована. На річці міста Торжок і Твер.
Притоки: Осеченка, Мала Тігма, Тігма, Логовеж, Малиця, Кава (ліві); Щегринка (Шегра), Осуга, Сомінка (праві). Найбільша притока — Осуга.

## Гідрографія
Стародавні витоки річки у районі сучасного Вишнього Волочка були осушені і забудовані, і нинішнім витоком прийнято вважати її вихід з Старотверецького каналу (2,9 км), що сполучає Тверцу через Цну з Вишньоволоцьким водосховищем. Протікає у південно-східному напрямку по території Вишньоволоцького міського округу; Спіровського, Торжоцького і Калінінського районів; міст Торжка і Твері. В межах Твері впадає у Волгу за 3084 км від її гирла.
Довжина — 188 км, площа сточища, без урахування сточища Вишньоволоцького водосховища, з якого у Тверцю потрапляє до 80 % стоку Цни, — 6510 км².
У верхній течії Тверца сильно петляє, зустрічаються перекати і мілини, долина широка, слабо зрізана, заболочена, ширина русла — до 20 м, ширина заплави — до 180 м. Нижче селища Білий Омут річка стає повноводнішою і менш звивистою, населених пунктів мало. Нижче Торжка змінює напрямок з меридіонального на широтний і, тече на схід, тече по вкритій хвойними і змішаними лісами рівнини, прямуючи до Волги практично паралельно їй і її лівій притоці — річці Тьма; долина має ширину 300—400 м, ширина русла — 30-50 м, ширина заплави — до 80 м, висота берегів — до 20-25 м, течія дуже швидка, чергуються мілини і перекати.